# 1946年義大利大選

各選區選舉結果

1946年義大利大選在1946年6月2日舉行。這次選舉是第二次世界大戰之後義大利第一次大選、亦是義大利共和國第一次大選，選出556名制憲議會代表。理論上應選出573名議員，但由於威尼斯朱利亞和南提羅爾被盟軍佔領，因此未能進行選舉。這次選舉也是義大利女性第一次獲得投票權。天主教民主黨在這次選舉獲得207個議席，是最大黨派。